# 287 (numero)
Duecentottantasette (287) è il numero naturale dopo il 286 e prima del 288.

## Proprietà matematiche
- È un numero dispari.
- È un numero composto con 4 divisori: 1, 7, 41, 287. Poiché la somma dei suoi divisori (escluso il numero stesso) è 49 < 287, è un numero difettivo.
- È un numero semiprimo.
- Si può scrivere come la somma di tre numeri primi consecutivi, 287 = 89 + 97 + 101 o come la somma di nove numeri primi consecutivi in un altro modo (287=17+19+23+29+31+37+41+43+47).
- È parte delle terne pitagoriche (63, 280, 287), (287, 816, 865), (287, 984, 1025), (287, 5880, 5887), (287, 41184, 41185).
- È un numero palindromo nel sistema di numerazione posizionale a base 13 (191).
- È un numero pentagonale.
- È un numero congruente.

## Astronomia
- 287P/Christensen è una cometa periodica del sistema solare.
- 287 Nephthys è un asteroide della fascia principale del sistema solare.
- NGC 287 è una galassia ellittica della costellazione dei Pesci.

## Astronautica
- Cosmos 287 è un satellite artificiale russo.